# Terremoto de San Francisco de 1906
El terremoto de San Francisco de 1906 fue un poderoso terremoto que sacudió principalmente a la ciudad de San Francisco (Estados Unidos) a las 05:12 hora local del 18 de abril de 1906. El terremoto tuvo una magnitud de 7,9y su epicentro estuvo según los expertos del Servicio Geológico de los Estados Unidos, sobre la costa de Daly City y al suroeste de San Francisco.
Los temblores principales empezaron a las 05:12 de la madrugada a lo largo de la falla de San Andrés. Se dejó sentir sobre la costa del Pacífico desde Oregón hasta Los Ángeles y hacia el interior se sintió hasta Nevada. Después de eso se produjo un incendio que junto al sismo se considera la catástrofe natural más importante de los California y una de peores en la historia de Estados Unidos. Más del 80% de San Francisco fue destruida.

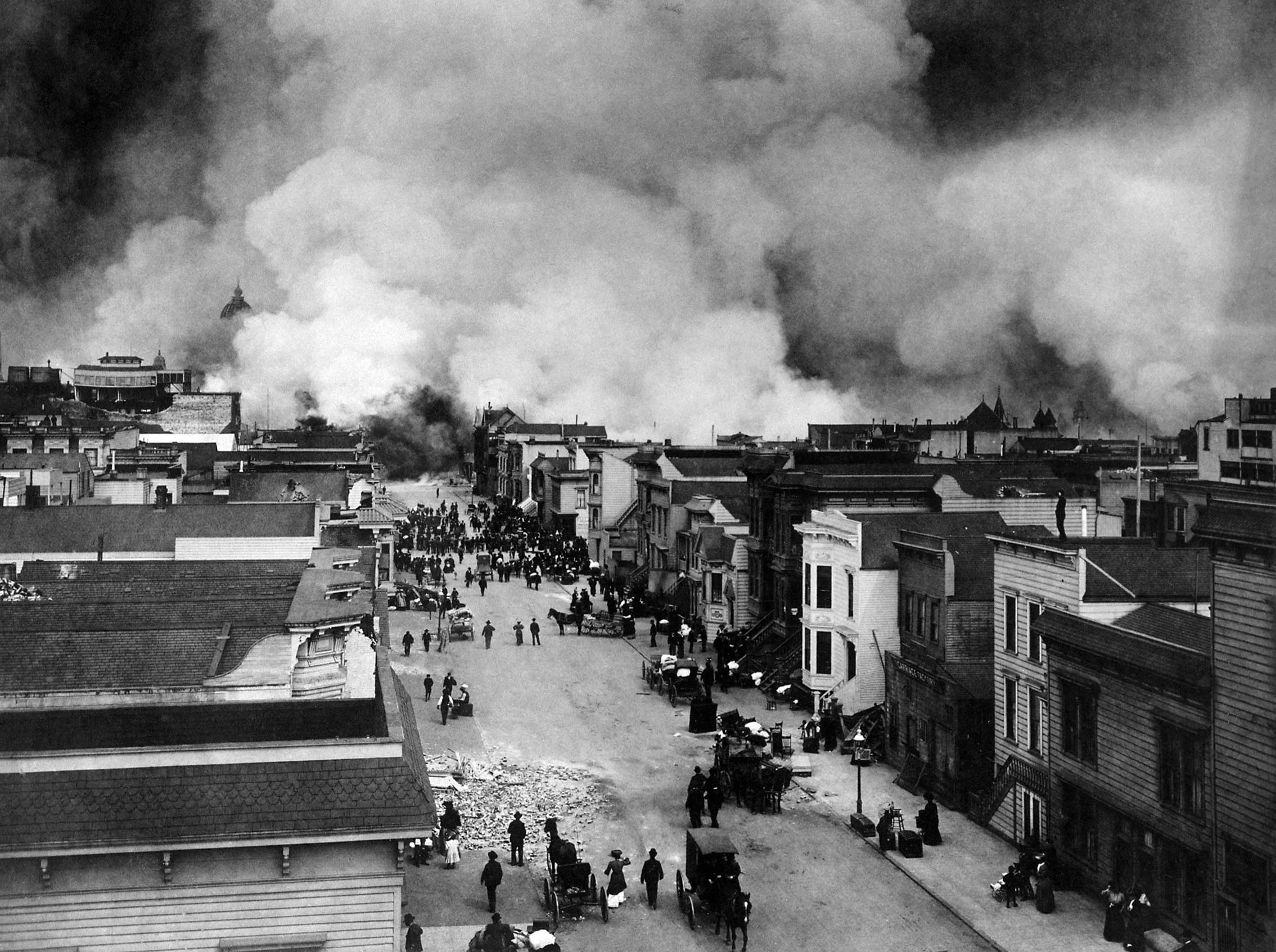
Incendios en la ciudad provocados por el terremoto.

En un principio se dio la cifra de 700 fallecidos, pero en la actualidad se sabe que el desastre fue más catastrófico, y que las autoridades de la época lo subestimaron, sobre todo en las zonas de habitantes chinos. Las cifras aproximadas arrojan al menos 3 000 muertos, la mayor parte de los cuales fueron dentro de la ciudad de San Francisco, pero hubo 189 fallecidos en otras zonas de la Bahía de San Francisco. Algunos de los principales lugares que también estuvieron muy afectados por el sismo fueron Santa Rosa, San José y en el área de Redwood City y Universidad de Stanford.
Se calcula que entre 225 000 y 300 000 personas perdieron sus casas de un total de 400 000 habitantes. La mitad se refugió al otro lado de la Bahía de Oakland. Los periódicos de la época informaron de cómo el Parque de Golden Gate, el barrio de Panhandle y las playas de entre Ingleside y North Beach estuvieron recubiertas por tiendas improvisadas. Hubo más muertos y daños por el gran incendio que se desató después, que por el terremoto en sí, de manera muy similar al gran terremoto de Kanto que destruyó Tokio y Yokohama, Japón en 1923.

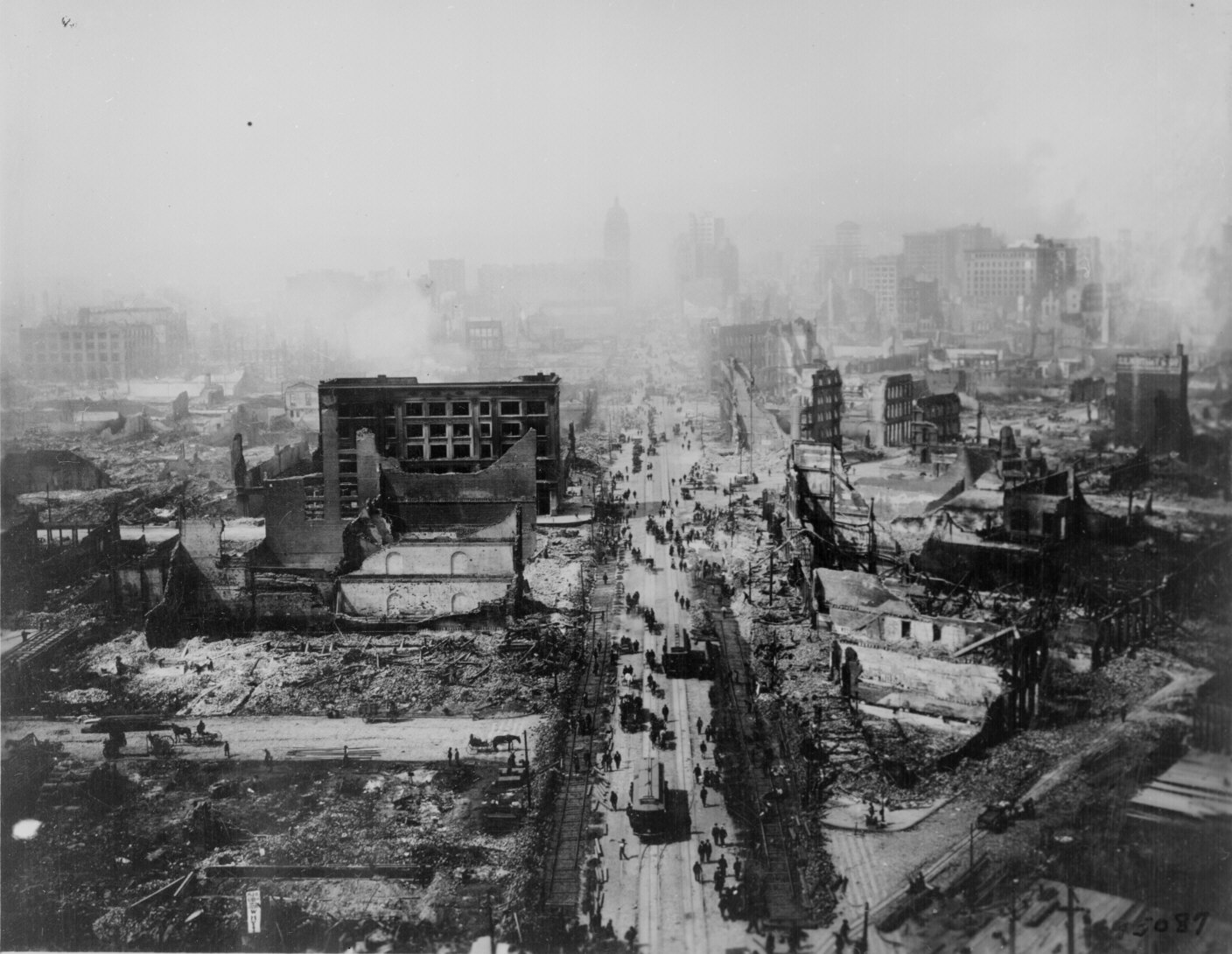
Daños causados por el terremoto en la ciudad. Más del 80% de la ciudad fue destruida.

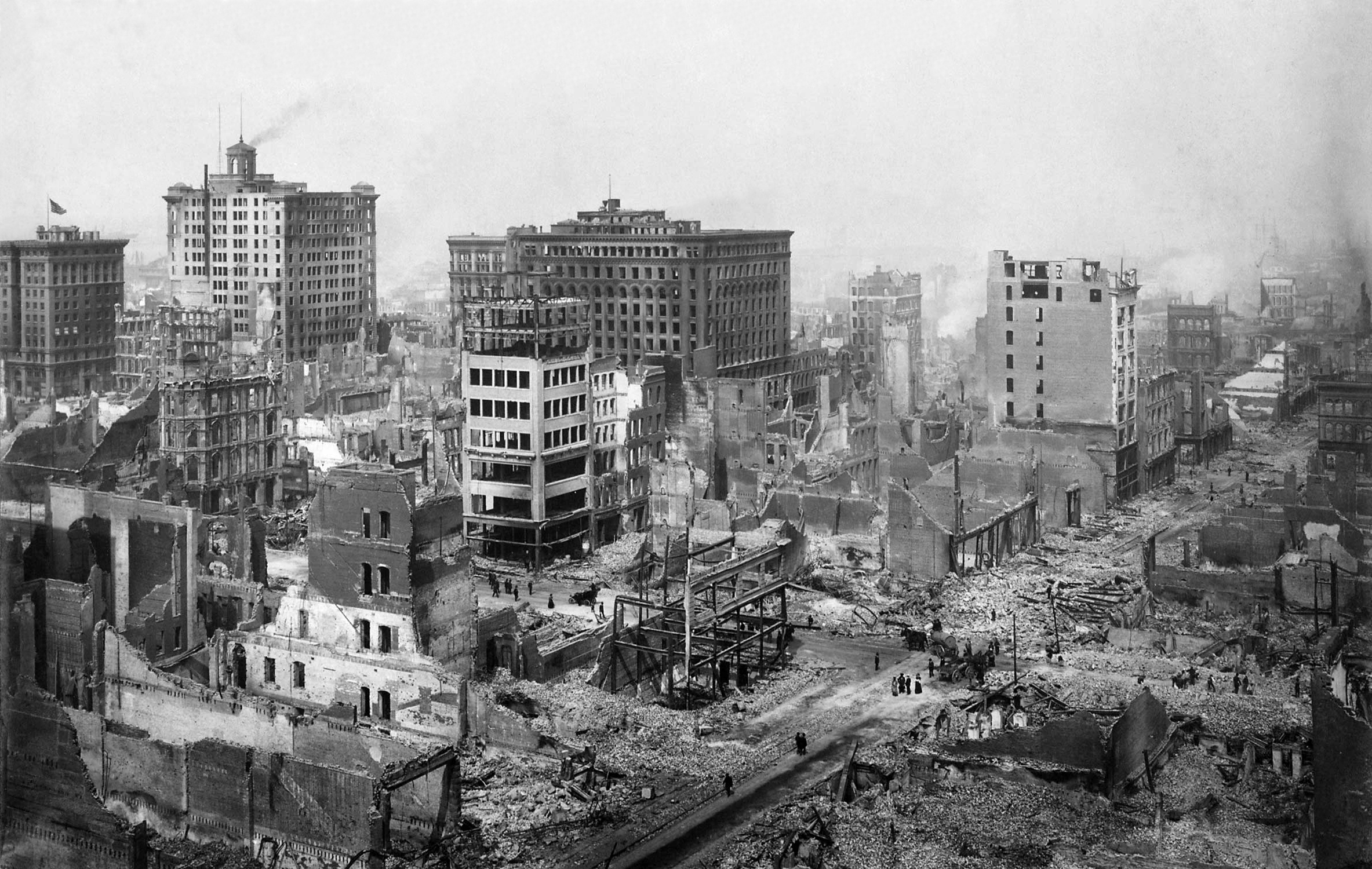
Estado de los edificios en el centro de la ciudad.

Después del terremoto, un ingeniero llamado Hermann Schussler exploró la falla de San Andrés, que corta a través de la montaña de la cordillera de la costa. En 1908, testificó ante una corte de Distrito Norteamericana de San Francisco acerca de lo que vio.
«La característica más notable fue que las montañas del este se acercaron cuatro pies y medio a las montañas del oeste», explicó Schussler ante la corte. «Si San Francisco hubiera estado en o cerca de la falla no habría quedado nada de ella» concluyó.
Después del terremoto y de los fuegos, más de quinientas manzanas de la ciudad de San Francisco estaban en ruinas. Más de la mitad de la población de la ciudad quedó sin hogar. La gente vivía en tiendas de campaña y otros albergues, y cocinaban al aire libre. Con todo, a pesar de la devastación, no llevó mucho tiempo que la gente comenzara a recoger los escombros.
«San Francisco está comenzando a levantarse de sus cenizas nuevamente», escribió Samuel Fortier, profesor de la Universidad de California en Berkeley, una semana después del terremoto y de los fuegos. «No hay falta de confianza», añadió. «El valor de la gente es simplemente notable. Los miles de personas que han perdido casi todo lo que poseían están maravillosamente alegres, y raramente se oyen lamentos».  

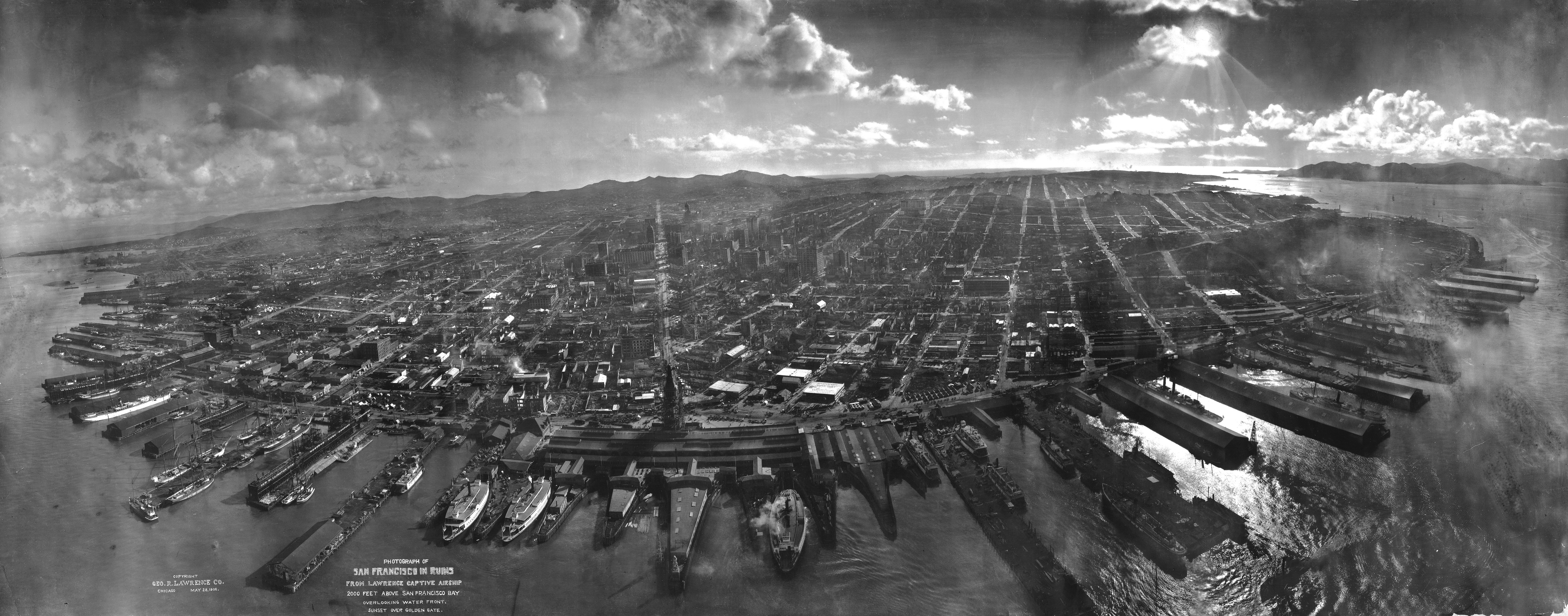
Fotografía aérea de San Francisco devastada, tomada el 28 de mayo de 1906, tras el terremoto por George R. Lawrence, desde un globo a 600 m de altura.

## Intensidad
| Intensidades                             |                          |
| MMI                                      | Lugares                  |
| XI (Extremo)                             | San Francisco Santa Rosa |
| X (Extremo)                              | Sebastopol, San Bruno    |
| IX (Violento)                            | San José, Point Arena    |
| VIII (Severo)                            | Eureka, Salinas          |
| VII (Muy fuerte)                         | Truckee, Parkfield       |
| VI (Fuerte)                              | Willows, Fresno          |
| V (Moderado)                             | Chico, Paso Robles       |
| IV (Ligero)                              | Dunsmuir, Bakersfield    |
| III (Débil)                              | Santa Mónica, Indio      |
| U.S. Earthquake Intensity Database, NGDC |                          |

## En la cultura popular
- En la película de 1936 titulada San Francisco, dirigida por W.S. Van Dyke e interpretada por Clark Gable y Jeanette MacDonald, se relata este terremoto.
- En la película de 1938 titulada The Sisters (Las Hermanas), Louise, el personaje de Bette Davis, vive el terremoto en su casa mientras espera a su esposo Frank (personificado por Errol Flynn).
- En la serie de televisión Charmed (Embrujadas), la mansión Halliwell fue destruida en 1906 por este terremoto y luego reconstruida por los bisabuelos de las tres hermanas Halliwell.
- También en la serie Charmed (Embrujadas), se sitúa a la mansión Halliwell en la calle Prescott en el número 1329 de San Francisco, pero la casa original, se encuentra en Los Ángeles, en concreto en Carroll Avenue en el número 1329.
- En la serie de televisión Witches of East End, una vida pasada de Freya murió en este terremoto.
- En la película Winchester se muestra una escena de cómo se destruye la Mansión Winchester por este terremoto.
- En la serie de TV Un paso al más allá (1963), en el capítulo «Terremoto» («Earthquake»), se muestra los estragos del sismo que destruyó la ciudad de San Francisco y que, según la historia, fue vivida un día antes por un simple botones de hotel.